# Spigaleos
Spigaleos is een mosdiertjesgeslacht uit de familie van de Celleporidae en de orde Cheilostomatida. De wetenschappelijke naam ervan is in 1992 voor het eerst geldig gepubliceerd door Hayward.

## Soorten
- Spigaleos elegans De Blauwe & Gordon, 2014
- Spigaleos horneroides (Waters, 1904)
- Spigaleos simplex Figuerola, Gordon & Cristobo, 2018
- Spigaleos striatula Hayward & Winston, 2011